# Donbass Libero
Donbass Libero (in russo Свободный Донбасс?, Svobodny Donbass) è un partito politico di destra che sostiene l'indipendenza della Repubblica Popolare di Doneck. L'organizzazione è stata costituita il 2 ottobre 2014, sei mesi dopo la dichiarazione d'indipendenza.
Assieme al partito Repubblica di Doneck è uno dei due partiti registrati nel paese.

## Risultati elettorali

### Presidenziali
| Elezione | Candidato        | Primo turno | Primo turno | Secondo turno | Secondo turno | Esito      |
| Elezione | Candidato        | Voti        | Percentuale | Voti          | Percentuale   | Esito      |
| -------- | ---------------- | ----------- | ----------- | ------------- | ------------- | ---------- |
| 2014     | Yuri Sivokonenko | 93.280      | 9,62%       | /             | /             | Non eletto |
| 2018     | Elena Shishkina  |             | 9,27%       | /             | /             | Non eletta |

### Parlamentari
| Elezione | Voti    | Percentuale | Seggi    |
| -------- | ------- | ----------- | -------- |
| 2014     | 306.892 | 31,65%      | 32 / 100 |
| 2018     |         | 26,02%      | 26 / 100 |